# Pianosequenza
Pour plus de détails, voir Fiche technique et Distribution.
Pianosequenza (litt. plan-séquence) est un film italien de Louis Nero sorti en 2005.

## Synopsis
Le film est né de l'idée de Louis Nero de créer un film entièrement tourné en un seul plan-séquence. Comme dans Short Cuts de Robert Altman, différents personnages s'entrecroisent ; ils ne savent rien les uns des autres mais, volontairement ou non, se rencontrent à un instant précis de leur vie.

## Tournage
Commencé en octobre 2003, le film a été tourné à Turin, la ville où se déroule l'histoire. Comme le film a été tourné en une seule séquence, les répétitions ont duré plus de six mois. Les acteurs, les techniciens et le réalisateur devaient mémoriser la totalité du film, y compris les mouvements des personnages.

## Fiche technique
- Titre : Pianosequenza
- Réalisation : Louis Nero
- Scénario : Louis Nero
- Photographie : Louis Nero
- Musique : Tiziano Lamberti
- Durée : 124 minutes
- Date de sortie : 1er décembre 2005